# Clavidesmus columbianus
Clavidesmus columbianus är en skalbaggsart som beskrevs av Stefan von Breuning 1961. Clavidesmus columbianus ingår i släktet Clavidesmus och familjen långhorningar. Inga underarter finns listade i Catalogue of Life.